# Sir John de Graham’s Castle

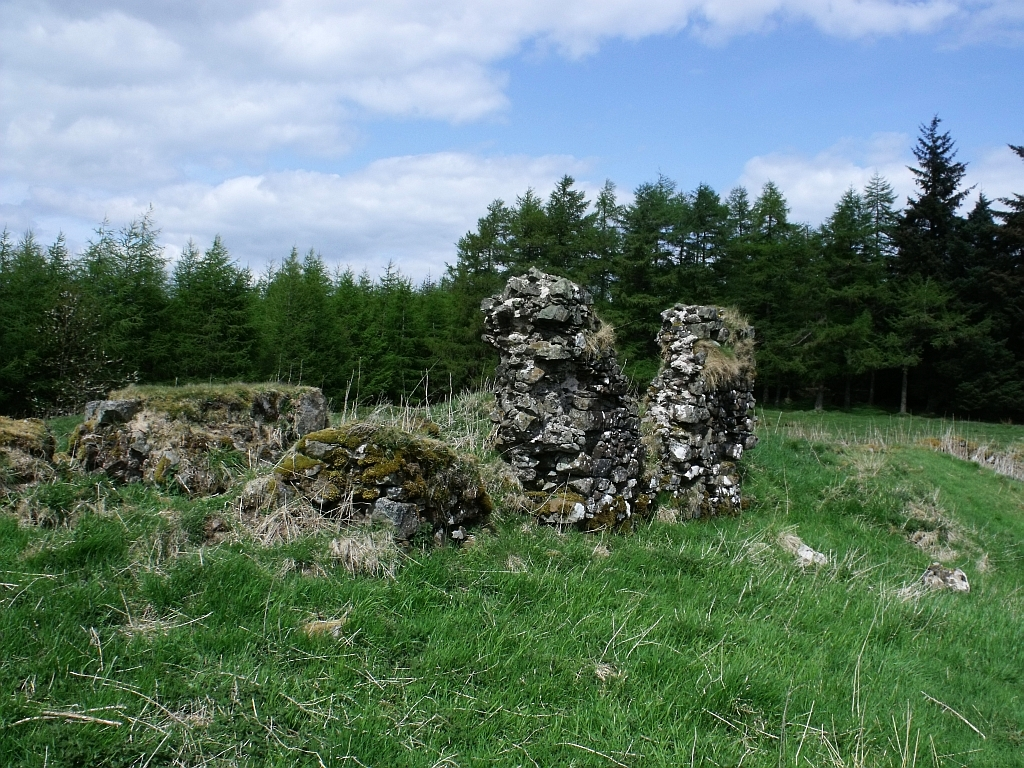
Überreste der Mauern

Sir John de Graham’s Castle ist eine kleine mittelalterliche Motte. Sie liegt an der Straße von Fintry nach Denny (B818) in der Nähe des Carron Valley Reservoir in der schottischen Council Area Stirling.
Die Anlage ist von einem nahezu quadratischen, drei Meter tiefen und elf Meter breiten Graben umgeben. Der zentrale Hügel innerhalb dieser Grabenstruktur ist etwa 23 m × 23 m groß. Im Nordostwinkel des Hügels befindet sich eine Mauer, die den Überrest eines 18 m × 9 m großen Gebäudes kennzeichnet. Es ist noch keine Ausgrabung erfolgt, daher ist auch die Datierung der Motte unsicher. Nur wenig ist auch über John de Graham von Dundaff bekannt, der 1298 in der Schlacht von Falkirk fiel. Die abgelegene Motte ist ein bemerkenswert gut erhaltenes mittelalterliches Denkmal von einer in Zentralschottland seltenen Art.